# Slavko Vinčić
Slavko Vinčić (ur. 25 listopada 1979 roku w Mariborze) – słoweński sędzia piłkarski. Od 2010 roku sędzia międzynarodowy.
Vinčić znalazł się na liście 19 sędziów Mistrzostw Europy 2020.

## Sędziowane mecze Mistrzostw Europy 2020
| Mecz                | Data       | Miejsce                     | Runda        | Wynik | Żółta kartka | Czerwona kartka |
| ------------------- | ---------- | --------------------------- | ------------ | ----- | ------------ | --------------- |
| Szwecja – Hiszpania | 14.06.2021 | Estadio La Cartuja, Sewilla | Faza grupowa | 0:0   | 1            | 0               |
| Szwajcaria – Turcja | 20.06.2021 | Stadion Olimpijski, Baku    | Faza grupowa | 3:1   | 4            | 0               |
| Belgia – Włochy     | 02.07.2021 | Allianz Arena, Monachium    | Ćwierćfinał  | 1:2   | 3            | 0               |

## Sędziowane mecze Mistrzostw Świata 2022
| Mecz                         | Data       | Miejsce                          | Runda        | Wynik | Żółta kartka | Czerwona kartka |
| ---------------------------- | ---------- | -------------------------------- | ------------ | ----- | ------------ | --------------- |
| Argentyna – Arabia Saudyjska | 22.11.2022 | Lusail Stadium, Lusajl           | Faza grupowa | 1:2   | 6            | 0               |
| Walia – Anglia               | 29.11.2022 | Ahmed bin Ali Stadium, Al-Rajjan | Faza grupowa | 0:3   | 2            | 0               |